# Mexitrichia ormina
Mexitrichia ormina är en nattsländeart som beskrevs av Martin E. Mosely 1939. Mexitrichia ormina ingår i släktet Mexitrichia och familjen stenhusnattsländor. Inga underarter finns listade i Catalogue of Life.